# Klasse van droge heiden
De klasse van droge heiden (Calluno-Ulicetea) is een klasse van syntaxa die dwergstruweelvegetatie omvat die typisch is voor droge, oligotrofe en zure zandgronden, gekenmerkt door de dominantie van soorten van de heidefamilie (Ericaceae). De voornaamste vertegenwoordiger van de klasse in Nederland is de associatie van struikhei en stekelbrem.

## Naamgeving en codering
| Calluno vulgaris-Ulicetea minoris Br.-Bl. & Tx. 1943 |

- Engels: Dry-humid acid heath
- Frans: Landes à callune et à Ajonc nain
- Hongaars: Sovány legelők és félcserjések
- Syntaxoncode voor Nederland (rVvN): r20
- Natura2000-habitattypecodes (EU-codes): H2150, H4030

De wetenschappelijke naam Calluno-Ulicetea is afgeleid van de botanische namen van twee diagnostische soorten binnen de klasse. Dit betreft respectievelijk struikhei (Calluna vulgaris) en dwerggaspeldoorn (Ulex minor).

## Fysiognomie

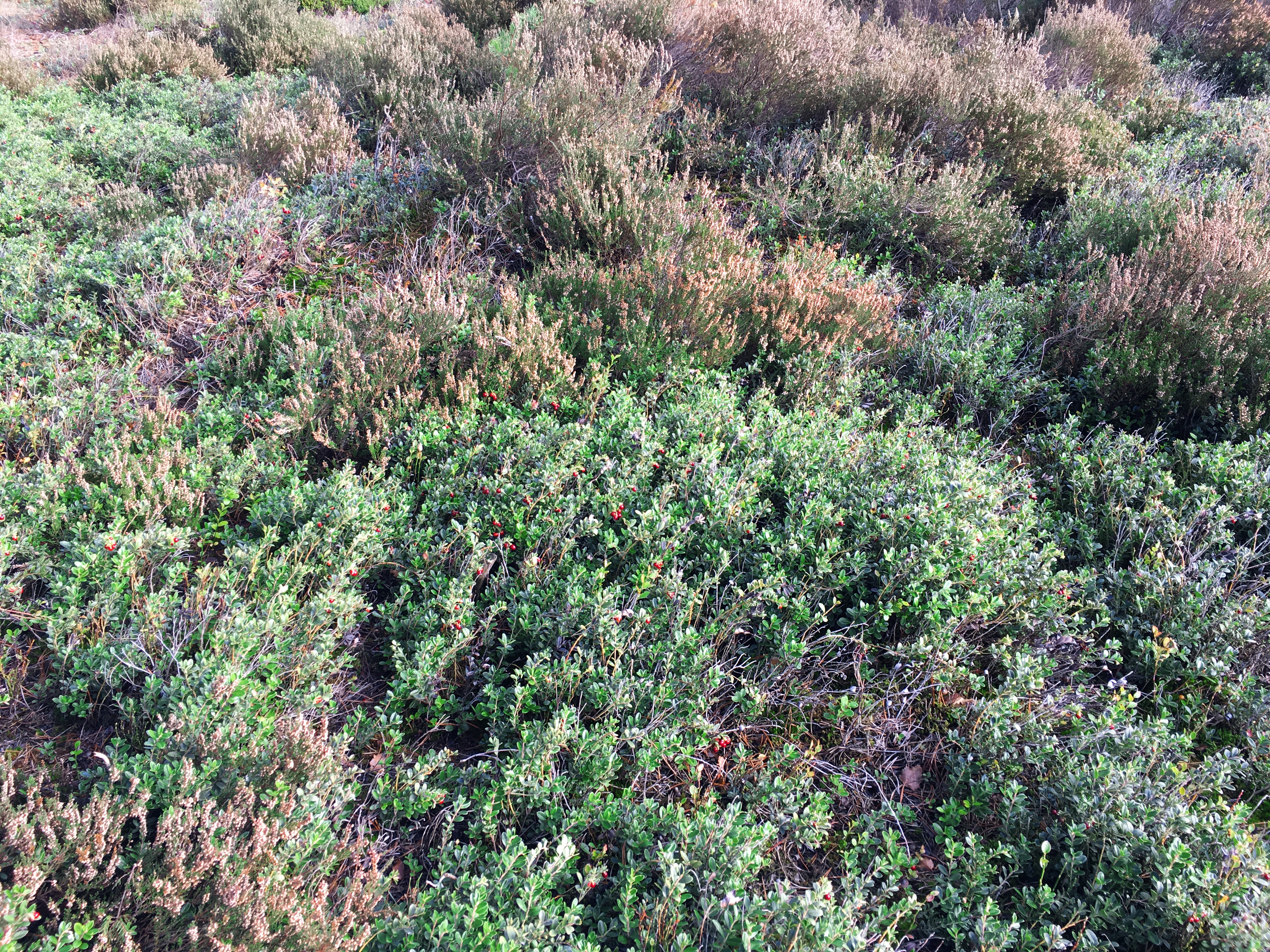
Associatie van struikhei en bosbes

De associaties uit de klasse van droge heiden manifesteren zich in de formatie van een dwergstruweel. Het zijn veelal dwergstruiken die op de voorgrond treden en het vegetatieaspect bepalen.
Een boom- en struiklaag zijn in de regel afwezig. De kruidlaag is de dominante vegetatielaag waarin dwergstruiken zoals struikhei en kraaihei, en vlinderbloemigen zoals de geslachten heidebrem (Genista), brem (Cytisus) en gaspeldoorn (Ulex) het geraamte vormen. Onder de kruidachtigen zijn geen kensoorten aanwezig. Graminoïden zijn vrijwel altijd present. Deze soortenarmoede is te wijten aan de specifieke eigenschappen van de bodem, maar ook aan de structuur van de vegetatie. Bij struikhei zorgen de dichte struikjes afgewisseld met kale, open plekken voor te grote temperatuurschommelingen aan het oppervlak. Anderzijds zijn kraaiheibegroeiingen meestal zo dicht, dat andere planten nauwelijks kansen krijgen. Afhankelijk van de leeftijd van de heidestruiken kan er een sterk ontwikkelde moslaag met talrijke soorten voornamelijk bladmossen en korstmossen. Bij pas geplagde zandgrond is de bedekking met struikhei nog vrij gering en de kale zandbodem wordt gekoloniseerd door diverse korstmossen van de geslachten Cladina en Cladonia. Naarmate de bedekking toeneemt verdwijnt de moslaag geleidelijk. Na 10 tot 20 jaar begint de struikhei te degenereren, de struiken vallen open, waardoor licht verder doordringt en er nieuwe vestigingsmogelijkheden voor mossen zoals het kussentjesmos ontstaan.

## Ecologie
De klasse van droge heiden omvat hoofdzakelijk dwergstruweelgemeenschappen waarin vooral dwergstruiken uit de heidefamilie (Ericaceae) de hoofdrol spelen. In natuurlijke vorm komen deze gemeenschappen enkel voor in kustgebieden, waar de voortdurende zeewind de verdere evolutie naar bos tegengaat. In het binnenland, op de hogere zandgronden, worden ze aangetroffen in halfnatuurlijke heidelandschappen, die in het verleden een functie hebben gehad in de bos- en landbouw.
Ze komen voor op bodems bestaande uit zand, al dan niet met wat leem, heel zeldzaam uit verdroogd hoogveen. De grondwaterspiegel is gedurende het grootste deel van het jaar lager dan de wortelzone, de vegetatie wordt dus nauwelijks beïnvloed door het grondwater. De bodem is zeer zuur (bezit een lage pH). In deze omstandigheden wordt dood plantenmateriaal niet verteerd, met als gevolg een voedselarme bodem. Heideplanten zijn gespecialiseerd in het overleven van dergelijke omstandigheden, doordat ze met bepaalde schimmels een symbiose aangaan, die mycorrhiza wordt genoemd. De schimmels kunnen zeer efficiënt stikstof opnemen uit moeilijk afbreekbare plantenresten.

### Ontstaan
De originele of climaxvegetatie op zandige bodems is loofbos. Sinds het neolithicum, maar vooral in de middeleeuwen heeft de mens echter voortdurend stukken bos gekapt of verbrand, zodat het land gedurende enige tijd als akkergrond of weidegrond gebruikt kon worden. Maar zonder zware bemesting neemt struikhei op den duur de overhand. Door podzolisering - oppervlakkige uitloging en diepere inspoeling van voedingsstoffen - zal de grond steeds meer verzuren. Struikhei draagt hieraan bij door de humuszuren die uit het strooisel vrijkomen.
Desondanks zal heide, die met rust gelaten wordt, opnieuw evolueren naar een bos, weliswaar armer aan soorten dan het oorspronkelijke loofbos. De voortdurende activiteiten van de mens heeft dit tegengegaan.
Buiten de winterperiode werd de heide begraasd met schapen, die vooral de jonge scheuten weg aten en de groei beperkten. Maaien gebeurde jaarlijks, om een wintervoorraad aan te leggen. Beide ingrepen hadden slechts kortstondig effect. Verder werd er jaarlijks een deel van de heide geplagd, waarna de vegetatie er ongeveer tien jaar over deed om zich te herstellen.
De enige natuurlijke heidegemeenschappen zijn droge heiden in kalkarme duinen (duinheiden), waar door de zeesproei en zeewind voortdurende zandverstuivingen plaatsvinden, die de verdere successie van de vegetatie tegengaan. Hier vormt de droge heide dus de climaxvegetatie.

## Onderliggende syntaxa in Nederland en Vlaanderen
De klasse van droge heiden wordt in Nederland en Vlaanderen vertegenwoordigd door slechts een orde met twee verbonden. In totaal worden er uit deze klasse in Nederland en Vlaanderen vijf associaties, een derivaatgemeenschap en een rompgemeenschap onderscheiden.
- - struikheide-orde (Calluno-Ulicetalia)
    - verbond van struikhei en kruipbrem (Calluno-Genistion pilosae)
      - associatie van struikhei en stekelbrem (Genisto anglicae-Callunetum)
      - associatie van struikhei en bosbes (Vaccinio-Callunetum)

    - kraaihei-verbond (Empetrion nigri)
      - associatie van zandzegge en kraaihei (Carici arenariae-Empetretum)
      - associatie van eikvaren en kraaihei (Polypodio-Empetretum)
      - associatie van kruipwilg en kraaihei (Salici repentis-Empetretum)

- derivaatgemeenschap met adelaarsvaren en pijpenstrootje (DG Pteridium aquilinum-Molinia caerulea-[Calluno-Ulicetea])
- rompgemeenschap met pijpenstrootje en bochtige smele (RG Molinia caerulea-Avenella flexuosa-[Calluno-Ulicetea])

- rompgemeenschap met bochtige smele (RG Avenella flexuosa-[Nardetea/Calluno-Ulicetea])

## Verspreiding
Het verspreidingsgebied van de klasse van droge heiden is voornamelijk beperkt tot de Atlantische provincie: de kuststrook van West-Europa, Groot-Brittannië en Ierland. Daarbuiten worden er ook nog gemeenschappen uit de klasse aangetroffen in de Montane provincie, in de gebergtes in Zuid- en Centraal-Europa, Scandinavië en Groot-Brittannië, en in de Circumboreale provincie.
Belangrijk milieufactoren zijn een gematigd klimaat met hoge luchtvochtigheid gedurende het grootste gedeelte van het jaar, niet te warme zomers (beneden de 22 °C) en milde winters.

## Vegetatiezonering
In de vegetatiezonering vormt vegetatie van de klasse van droge heiden vaak contactgemeenschappen met syntaxa uit de klasse van heischrale graslanden, de klasse van brem- en gaspeldoornstruwelen, de klasse van hoogveenbulten en natte heiden en de klasse van droge graslanden op zandgrond.

## Diagnostische taxa voor Nederland en Vlaanderen
In de onderstaande synoptische tabel staan de belangrijkste diagnostische planten- en korstmossentaxa van de klasse van droge heiden voor Nederland en Vlaanderen.

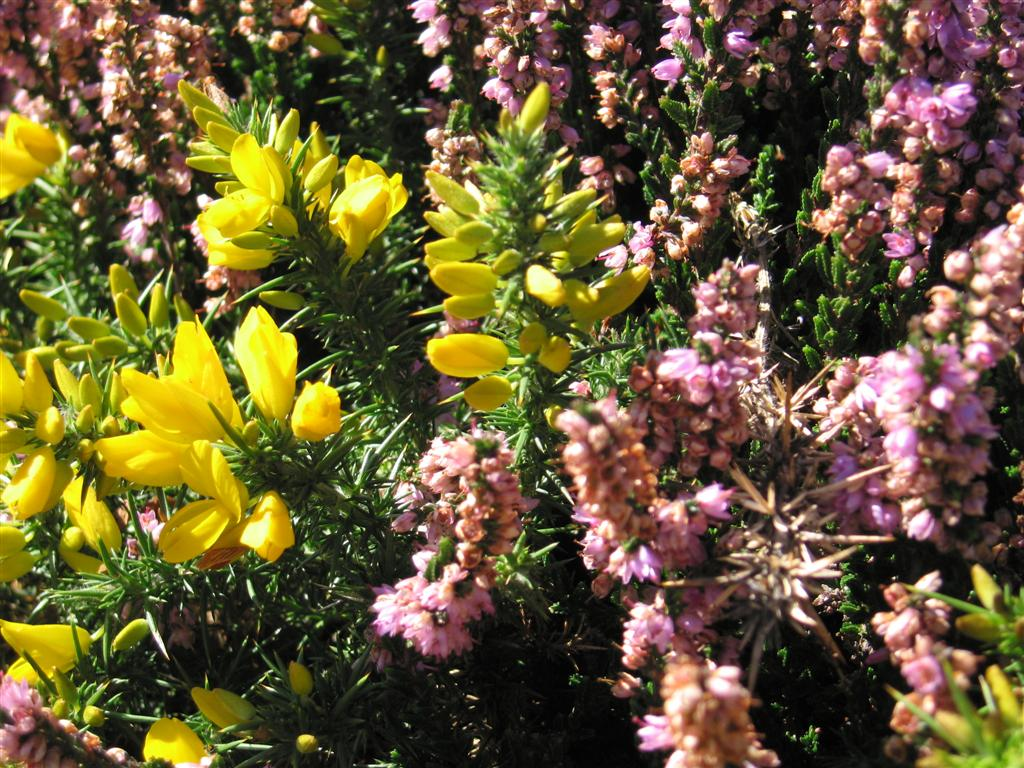
Struikhei (rechts) en gaspeldoorn (links)

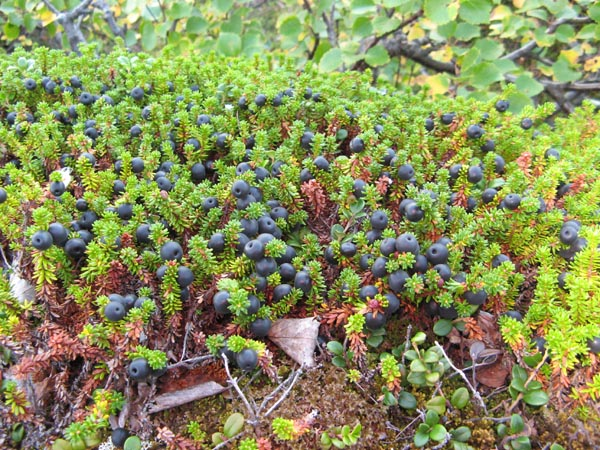
Kraaiheide

Kruidlaag
| Kentaxon | Diff.soort | Abundantie | Triviale naam    | Botanische naam                 | Opmerking                               |
| -------- | ---------- | ---------- | ---------------- | ------------------------------- | --------------------------------------- |
| kK       |            | D          | struikhei        | Calluna vulgaris                | op pleistocene zanden                   |
| kK       |            | D          | kraaihei         | Empetrum nigrum                 | in droge duinheiden, niet in Vlaanderen |
| kK       |            | O          | dwerggaspeldoorn | Ulex minor                      | niet in Nederland                       |
|          |            |            | gewone brem      | Cytisus scoparius               |                                         |
|          |            |            | kruipbrem        | Genista pilosa                  |                                         |
|          |            |            | stekelbrem       | Genista anglica                 |                                         |
|          |            | D/A        | pijpenstrootje   | Molinia caerula                 |                                         |
|          |            | A/F        | fijn schapengras | Festuca ovina subsp. tenuifolia |                                         |

Moslaag
| Kentaxon | Diff.soort | Abundantie | Triviale naam          | Botanische naam      | Opmerking |
| -------- | ---------- | ---------- | ---------------------- | -------------------- | --------- |
| kK       |            | A          | heideklauwtjesmos      | Hypnum jutlandicum   |           |
| kK       |            | O          | rode heidelucifer      | Cladonia floerkeana  |           |
| kK       |            | O/Z        | heidefranjemos         | Ptilidium ciliare    |           |
| kK       |            | O/Z        | gekroesd gaffeltandmos | Dicranum spurium     |           |
|          | dK         |            | gewoon gaffeltandmos   | Dicranum scoparium   |           |
|          | dK         |            | bronsmos               | Pleurozium schreberi |           |

## Bedreiging en bescherming
Begroeiingen uit de klasse van droge heiden zijn meestal ontstaan ten gevolge van langdurige antropogene ingrepen. Zodra deze activiteiten ophouden, begint de heide spontaan te verbossen. Daarenboven is de heide zeer gevoelig voor een toename van de voedselrijkdom, waar vooral de grassen zoals pijpenstrootje van profiteren en dominant worden.
Twee oorzaken liggen aan de basis van deze toenemende vergrassing:
- toevoer van nutriënten (overbemesting) uit de lucht door luchtverontreiniging en zure neerslag: naar schatting wordt er door verontreinigde lucht vier- tot achtmaal meer nutriënten afgezet dan door onbezoedelde lucht. Vooral heidegebieden die omringd worden door landbouw- en industriegebieden lijken hieronder te lijden. Overbemesting heeft aanvankelijk als effect dat de struikhei sneller gaat groeien, waardoor echter meer bladstrooisel vrijkomt, wat de ontwikkeling van nieuwe heiplantjes verhindert;
- toenemende plagen van het heidehaantje: deze keversoort vreet de blaadjes van de struikhei aan, waardoor deze geleidelijk afsterven en een dikke strooisellaag vormen die ideaal zijn voor de ontwikkeling en overwintering van de kever. De keverplagen zijn cyclisch en treden rond de vijf tot tien jaar op. Er zijn aanwijzingen dat door de toegenomen bemesting ook de keverplagen frequenter en heviger worden;

De belangrijkste doelstelling van het heidebeheer is het tegengaan van de natuurlijke successie, die in Noordwest-Europa (met enkele uitzonderingen) onvermijdelijk tot bos leidt.
Afhankelijk van de omstandigheden en de gestelde doelen, zijn verschillende beheersmaatregelen mogelijk
- maaien en/of klepelen: om een homogene heide te verkrijgen, of om een heidehaantje-plaag tegen te gaan. Het strooisel moet steeds verwijderd worden. Maaien kan manueel, of met aan de zachte bodem aangepaste machines.
- extensieve begrazing met schapen en/of geiten: zorgt voor een hogere diversiteit en een betere ontwikkeling van de heide. Begrazing kan met een herder of binnen een omheining. Begrazing met geiten heeft het voordeel dat deze ook de oudere boompjes en dennen begrazen.
- branden: verjongt de heide, en is een zeer goedkope maatregel. Het tijdstip is echter zeer belangrijk en kan, indien onoordeelkundig toegepast, de vergrassing doen toenemen. Is ook niet op elk terrein mogelijk of aanbevolen.
- plaggen: kan een volledig vergraste of verwaarloosde droge heide hergenereren, maar is zeer duur en/of arbeidsintensief. Kan, indien onoordeelkundig toegepast, leiden tot het verdwijnen van het microreliëf of het volledig verdwijnen van de bodem en tot zandverstuiving. Plaggen kan manueel, maar is dan zeer zwaar, of machinaal, met aangepaste machines. Het afvoeren van de plaggen kan een probleem geven als deze verontreinigd zijn.

## Fotogalerij

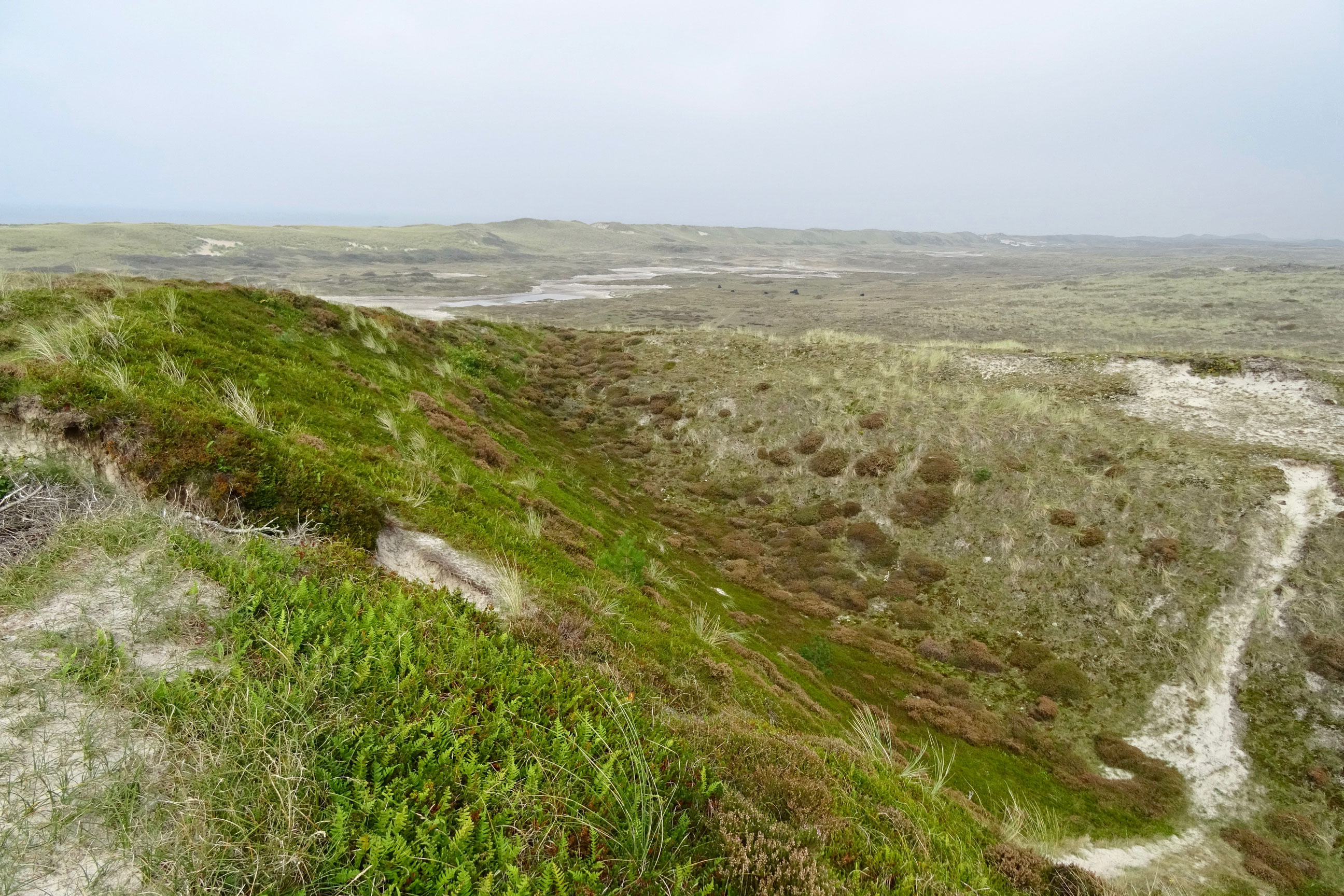
Associatie van eikvaren en kraaihei
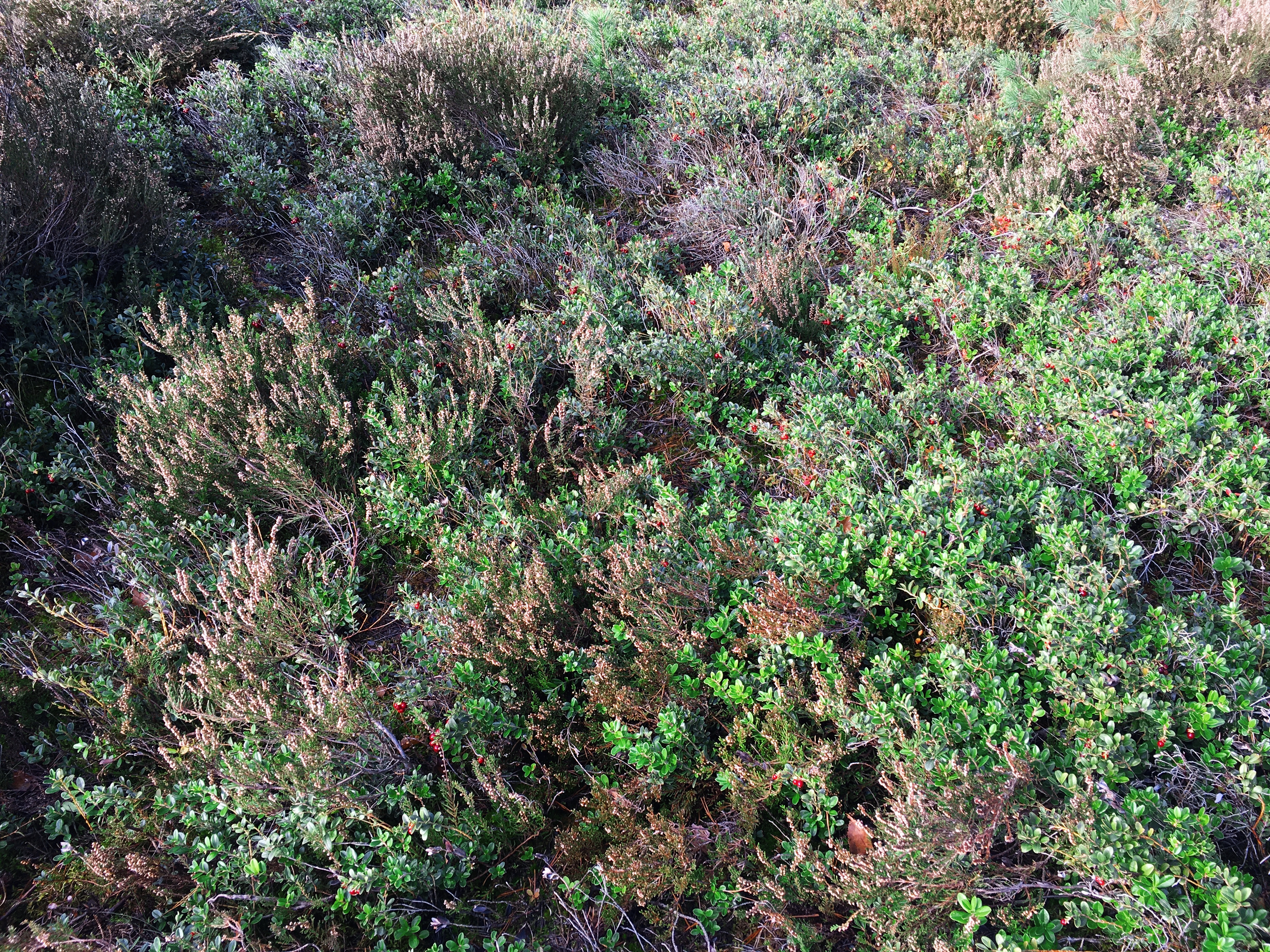
Close-up van de associatie van struikhei en bosbes
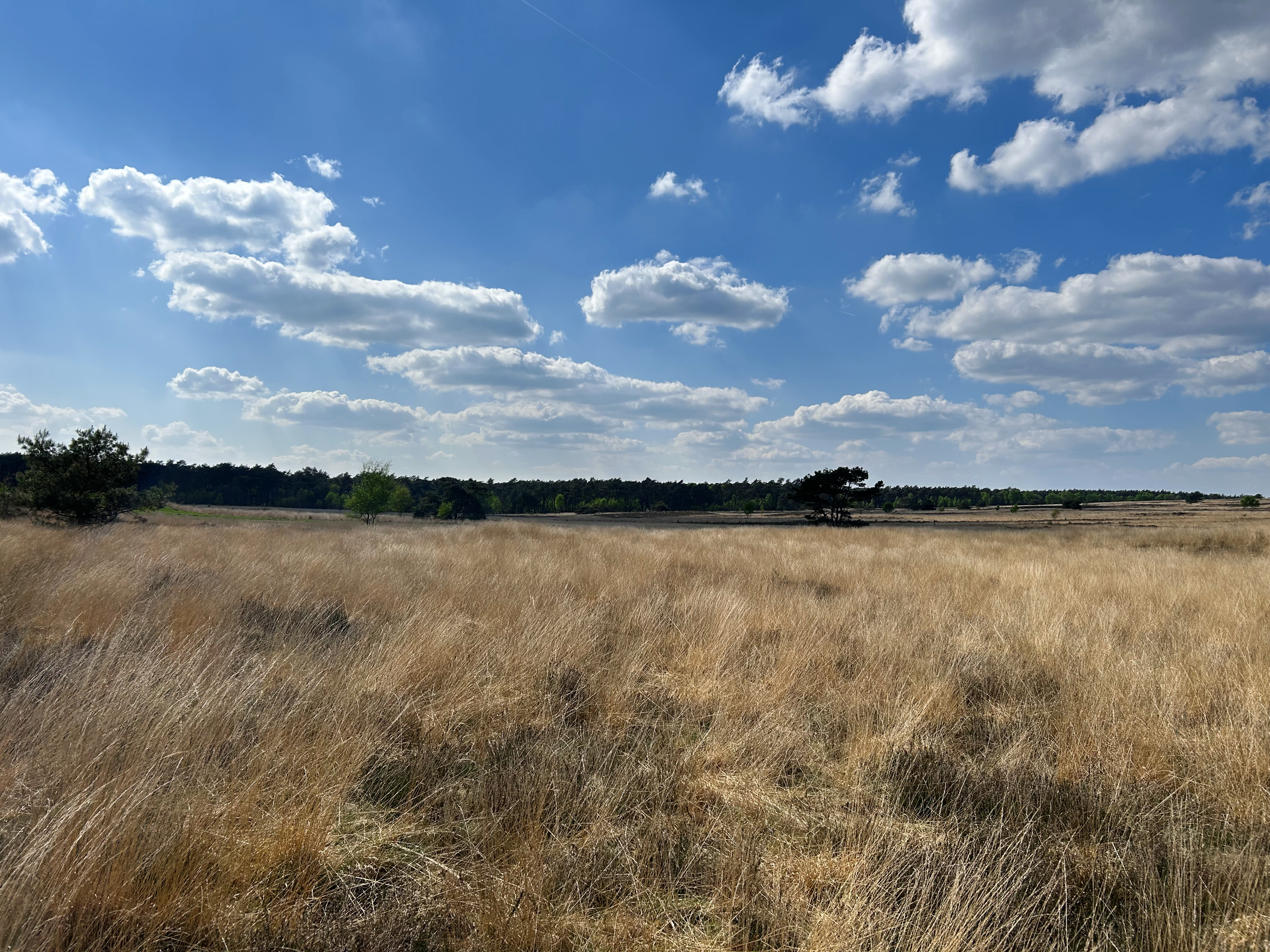
Een rompgemeenschap met pijpenstrootje